# 霍洛夫科韋 (斯瓦托韋區)
49°49′27″N 38°29′10″E / 49.82417°N 38.48611°E
霍洛夫科韋（烏克蘭語：Головкове）是位於烏克蘭東部的村莊，由盧甘斯克州斯瓦托韋區的洛茲諾-亞歷山德里夫卡市鎮負責管轄。該村始建於1950年，面積6.82平方公里，海拔高度171米，2001年人口25，人口密度每平方公里3.7人。